# Pákozd
Het dorpje Pákozd ligt in Hongarije in het comitaat Fejér, aan de westkant van het Velencemeer (Velence-tó).
Pákozd ligt aan de westrand van het Velencemeer en achter de autoweg M7 of de E96 van het 8 kilometer westelijk gelegen stad, Székesfehérvár, naar Boedapest. Op de Mészeg-hegy bij het dorp herinnert een gedenkteken aan de eerste gewonnen slag van de Hongaren tegen de Habsburgers in de 19e eeuw. Vanaf deze heuvel is het uitzicht op het meer en de Velenceheuvels panoramische en weids.
Het dorp heeft een strandbad en een camping.